# Lialeh
Lialeh war der erste afro-amerikanische Pornofilm, gedreht in den 1970er Jahren.

## Inhalt
Der Film handelt von einem Mädchen namens Lialeh, das gerne Soul-Sängerin werden möchte und in der Strip-Show von Arlo auftreten möchte, um Geld für ein örtliches Gemeinschaftszentrum zu sammeln.

## Wissenswertes
- Genre: Blaxploitation
- Der Soundtrack stammt von der Soul- und Funklegende Bernard "Pretty" Purdie, der als singender Schlagzeuger in die Musikgeschichte eingegangen ist. Purdie hat mit seiner Band auch einen Auftritt in der ersten Szene des Films.
- Anleihen von Starsky & Hutch, Shaft.